# Glaphyropteridopsis emeiensis
Glaphyropteridopsis emeiensis är en kärrbräkenväxtart som beskrevs av Y. X. Lin. Glaphyropteridopsis emeiensis ingår i släktet Glaphyropteridopsis och familjen Thelypteridaceae. Inga underarter finns listade.